# Инджия
Инджия (на сръбски: Инђија или Inđija) е град в Сремски окръг (Войводина), Сърбия. Намира се в историческата област Срем и е административен център на едноименната община. Градът има население от 26 244 жители.

## История
За първи път Инджия се споменава от деспот Йован Бранкович през 1496 година, въпреки че е възможно на това място да е имало селище и преди 1455 година. По времето на османското владичество градът е населяван изключително от сърби. През 1717 година Инджия е завладяна от Хабсбургите, които става център на феодална област под управлението на Марко Пеячевич. През Средните векове Инджия е била разположена малко по-на север от днешното селище. Съвременният град е основан на това мсто през 1746 година и градът е наброявал само 60 къщи. През 1791 година Инджия вече се е разраснала и наброява 122 къщи и има 1054 жители. През началото на 19 век в Инджия започват да се заселват немци и чехи, а към края на века — и от унгарци.

## Стопанство
Инджия е преди всичко земеделски район, специализиран в отглеждането на пшеница, зеленчуци и плодове. Друг голям дял от местната икономика е зает от химическата промишленост и металургията.